# Josep Rausell Sanchis

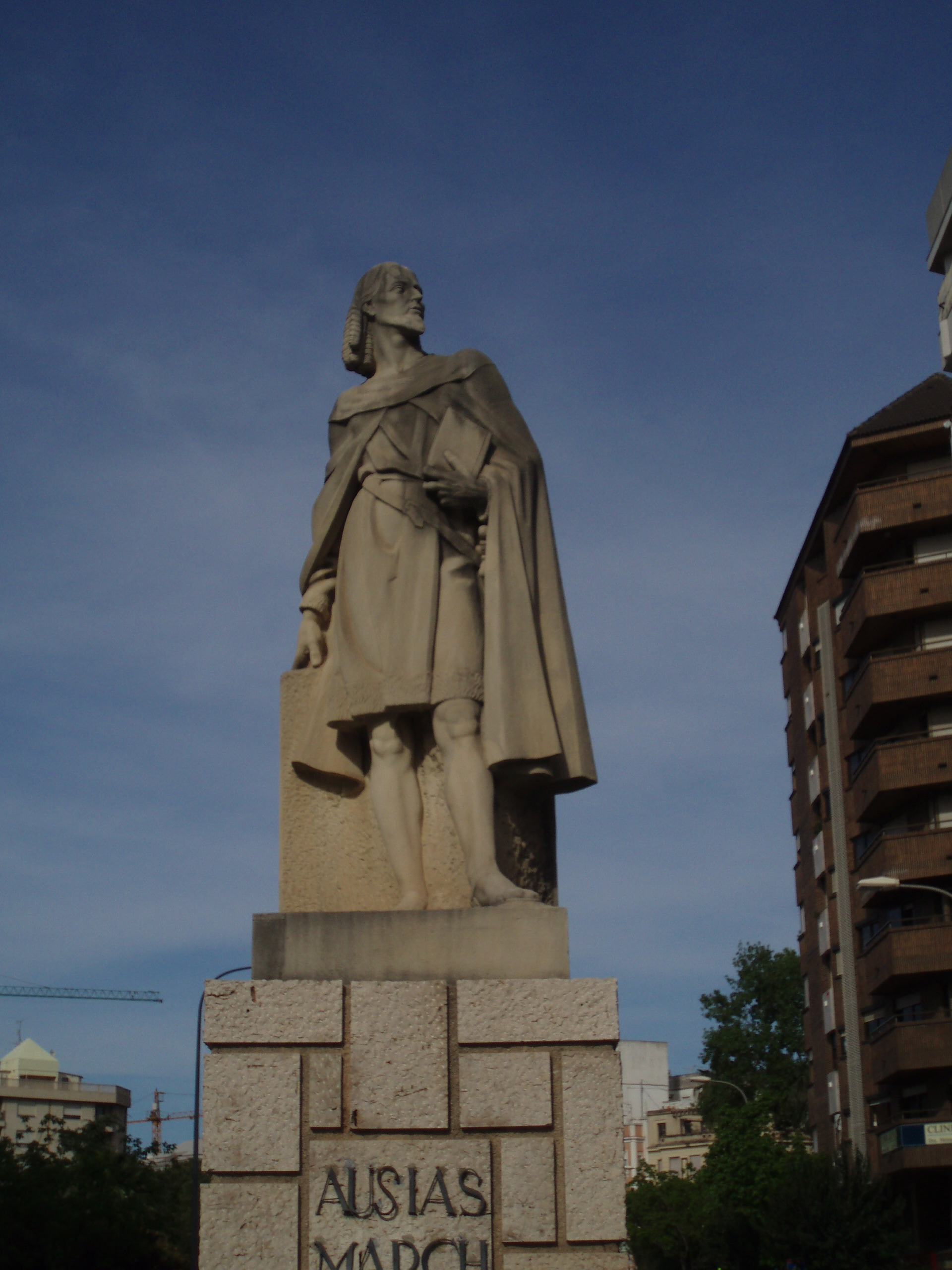
Ausiàs March de Rausell a Gandia

Josep Rausell Sanchis (Meliana, l'Horta Nord, 3 de maig de 1929 — València, 27 de maig de 2025), fou un professor i escultor valencià.

## Biografia
S'inicià artísticament al taller del seu pare, l'escultor Josep Maria Rausell Montañana. Ingressà en l'Escola d'Arts i Oficis de València, per a posteriorment estudiar a la Facultat de Belles Arts de Sant Carles de València. El 1951 i amb la Pensió d'Escultura de la Diputació Provincial de València amplià estudis per diverses ciutats espanyoles.
En Madrid i com a resident de la Casa Velázquez efectua diversos treballs al taller de l'escultor de Conca Luis Marco Pérez. Amplià estudis al Colegio Español de París i el 1955, becat pel Ministeri d'Afers Estrangers, completa el seu recorregut formatiu per Itàlia: Roma, Florència, Venècia… En tornar a la seua terra participa en reconeguts certàmens, biennals i exposicions col·lectives, entre altres ciutats a València, Madrid o Gandia.
El 1956 obté la Càtedra de dibuix de l'Institut Tècnic d'Ensenyaments Mitjans "Ausiàs March" de Gandia, i és en aquesta ciutat on desenvolupa la part més important de la seua reconeguda faceta pedagògica. És autor de dos treballs sobre ceràmica de La Safor: "La industria ladrillera en la comarca de Gandia" i "La artesanía alfarera en la comarca gandiense". El 1984 efectuà un profund estudi sobre la figura de l'escultor Juan Martínez Montañés.

## Obra

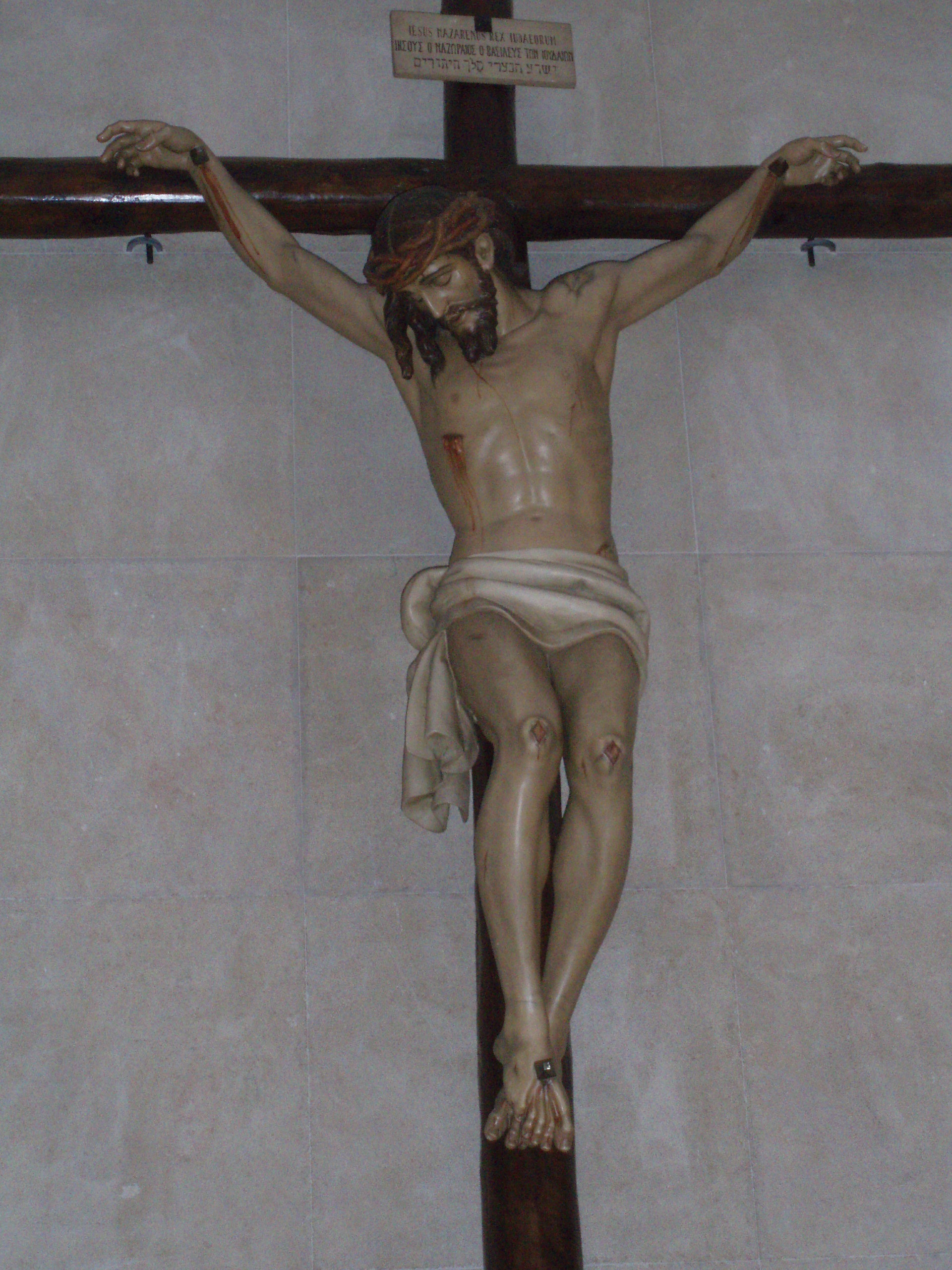
Crist de la Bona Mort de Gandia

Si bé en certa ocasió Josep Rausell es va autodefinir com un "escultor figuratiu, idealista i apassionat per la forma, amb un matís romàntic i líric", alguns crítics el reconeixen com un expressionista modern, sense preocupacions acadèmiques però sense apartar-se de les normes que dicta l'estètica, tot convertint allò clàssic en neoclàssic.
La seua influència principal, a banda de la del seu pare ha sigut la de l'escultor melianenc Juli Benlloch que com ell mateix ha definit va ser un "escultor de la pell", de les superfícies i les textures.
La seua obra artística, tant civil com religiosa, la podem trobar en diversos suports, ja que ha treballat tots els materials: fusta, pedra, bronze... I pot trobar-se, a més de les col·leccions particulars, a institucions com la Diputació de València, el Museu de Prehistòria de València, l'Ajuntament de Gandia, o en poblacions com Beniarjó o Meliana.
Cal destacar que la ciutat de Gandia disposa de quatre de les seues obres més importants: el seu monumental "Ausiàs March" en pedra (1959), que presideix una plaça destacada de la ciutat; i esculpit amb motiu del centenari del poeta valencià; el Crist de la Bona Mort (1957), una talla de llargària natural, i titular de la Germandat de la setmana santa del mateix nom; la Mare de Déu de l'Esperança (1990) per a la Germandat del Sant Sepulcre; i un Francesc de Borja, duc, còpia en bronze de l'exposat al palau de la Diputació i propietat de la Diputació de València.

## Reconeixements
El 2010 l'Ajuntament del seu poble natal li va fer una exposició retrospectiva de tota la seua obra i el va nomenar Fill Predilecte de Meliana. Tancant els actes de celebració per part de l'Ajuntament de Meliana, el dimarts 11 de gener de 2011, el Consell Escolar Municipal va aprovar el canvi de nom de l'escola pública El Crist pel de l'escultor Josep Rausell. El 2021 i amb motiu de la donació que feu Rausell a la ciutat de Gandia de les seues escultures "Joanot Martorell" i "Salvador Garcia Panxaverda" , l'Ajuntament de Gandia li va retre un destacat homenatge públic.